# هاپسالو
هاپسالو (به استونیایی: Haapsalu) یکی از شهرهای کشور استونی است. این شهر به دلیل سواحل تفریحی آن شناخته می‌شود.
هاپسالو در سال ۲۰۲۰ میلادی ۹٬۳۷۵ نفر جمعیت داشته‌است.

## شهرهای خواهرخوانده
شهرهای خواهرخوانده:
| - بوروویچی، استان نووگورود، روسیه - بیت‌لحم، فلسطین (۲۰۱۰) - اسکیلستونا، سوئد (۲۰۰۵) - فونداو، پرتغال (۲۰۰۴) | - گروه این کیانتی، ایتالیا (۲۰۰۴) - هانینگه، سوئد (۱۹۹۸) - هانکو، فنلاند (۱۹۹۲) | - لوویسا، فنلاند (۲۰۰۰) - رندزبرگ، آلمان (۱۹۸۹) - اومان، اوکراین (۲۰۰۳) |

## نگارخانه

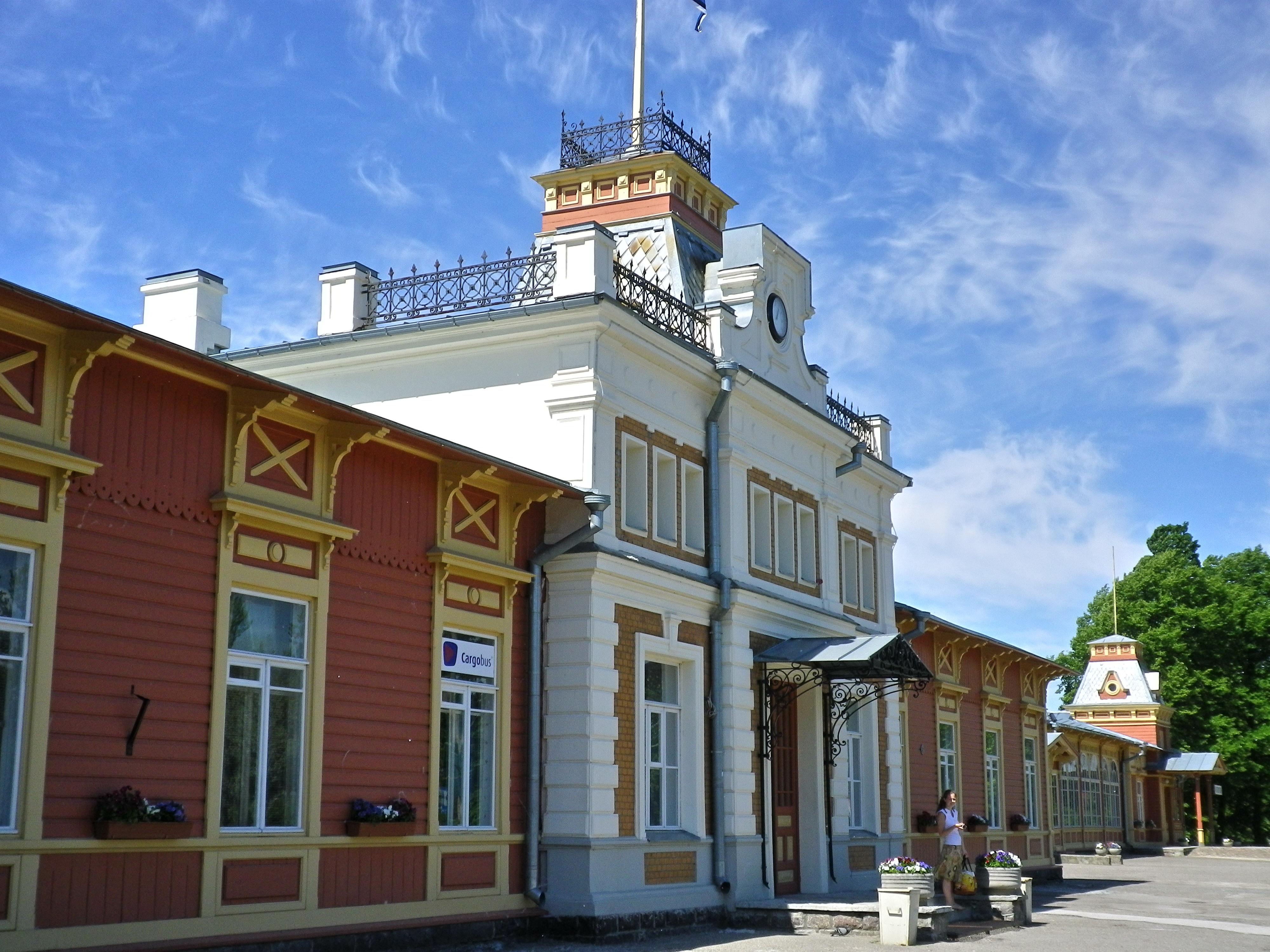
ایستگاه راه‌آهن هاپسالو
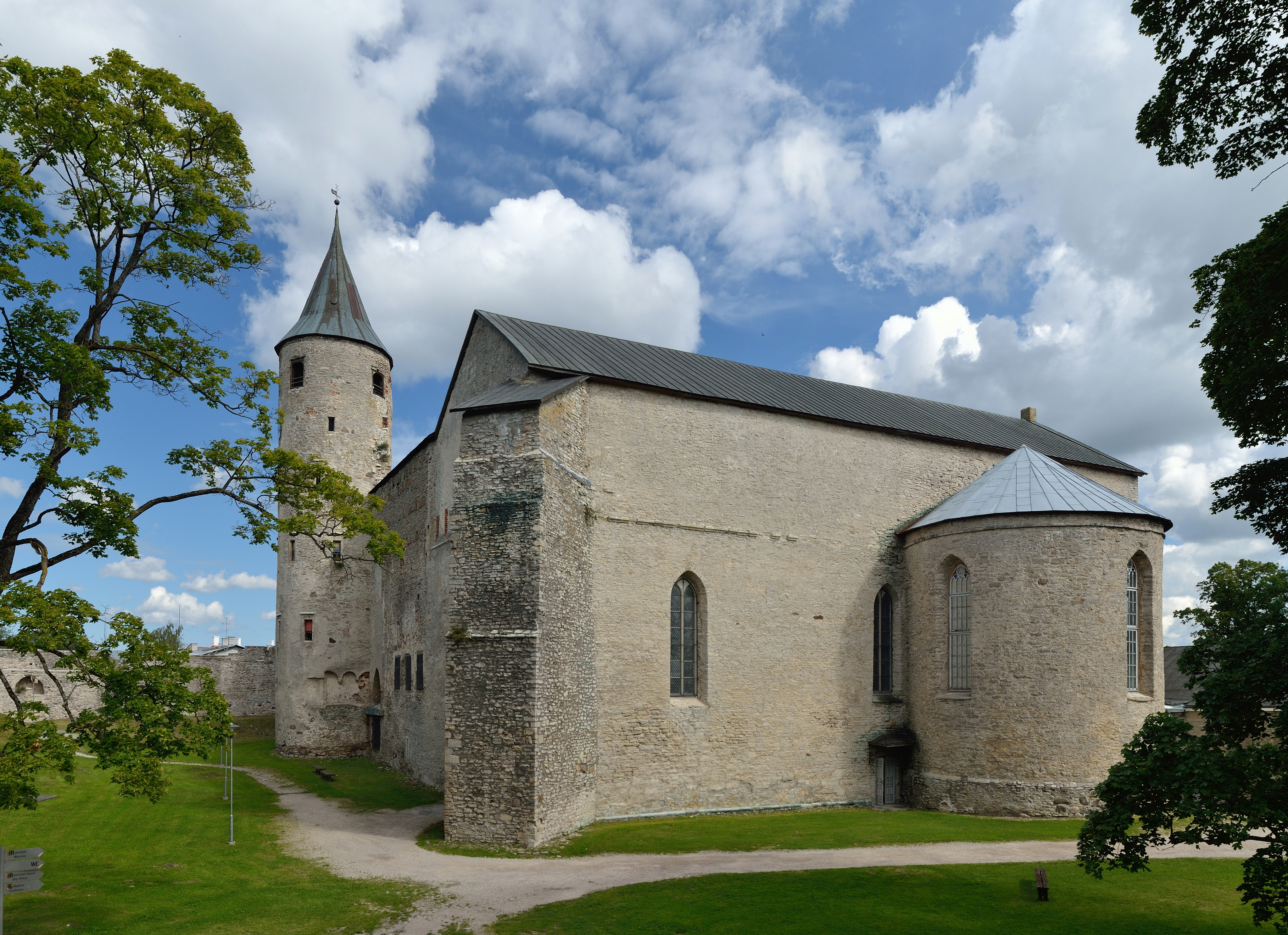
کلیسای قلعه هاپسالو
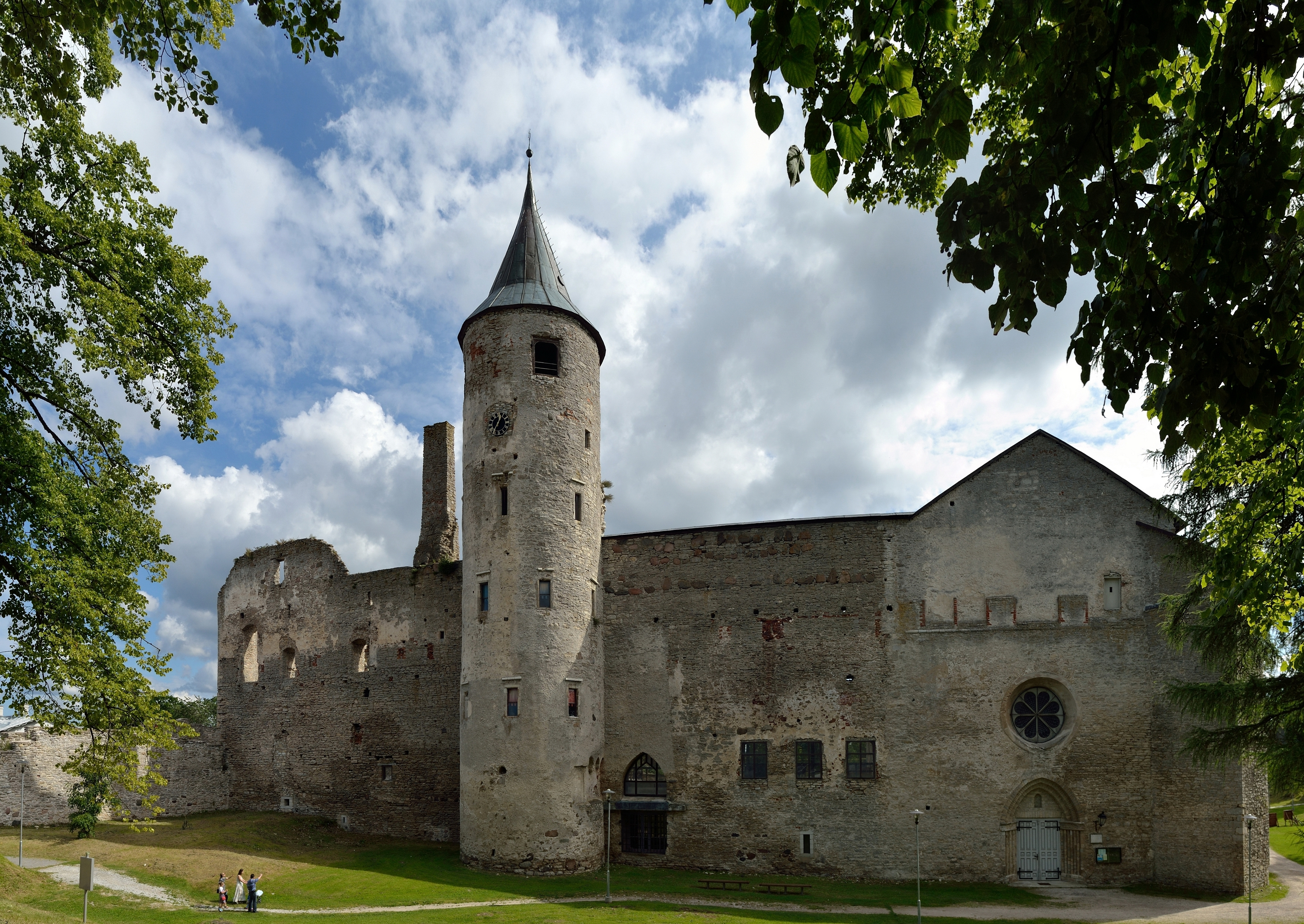
قلعه هاپسالو
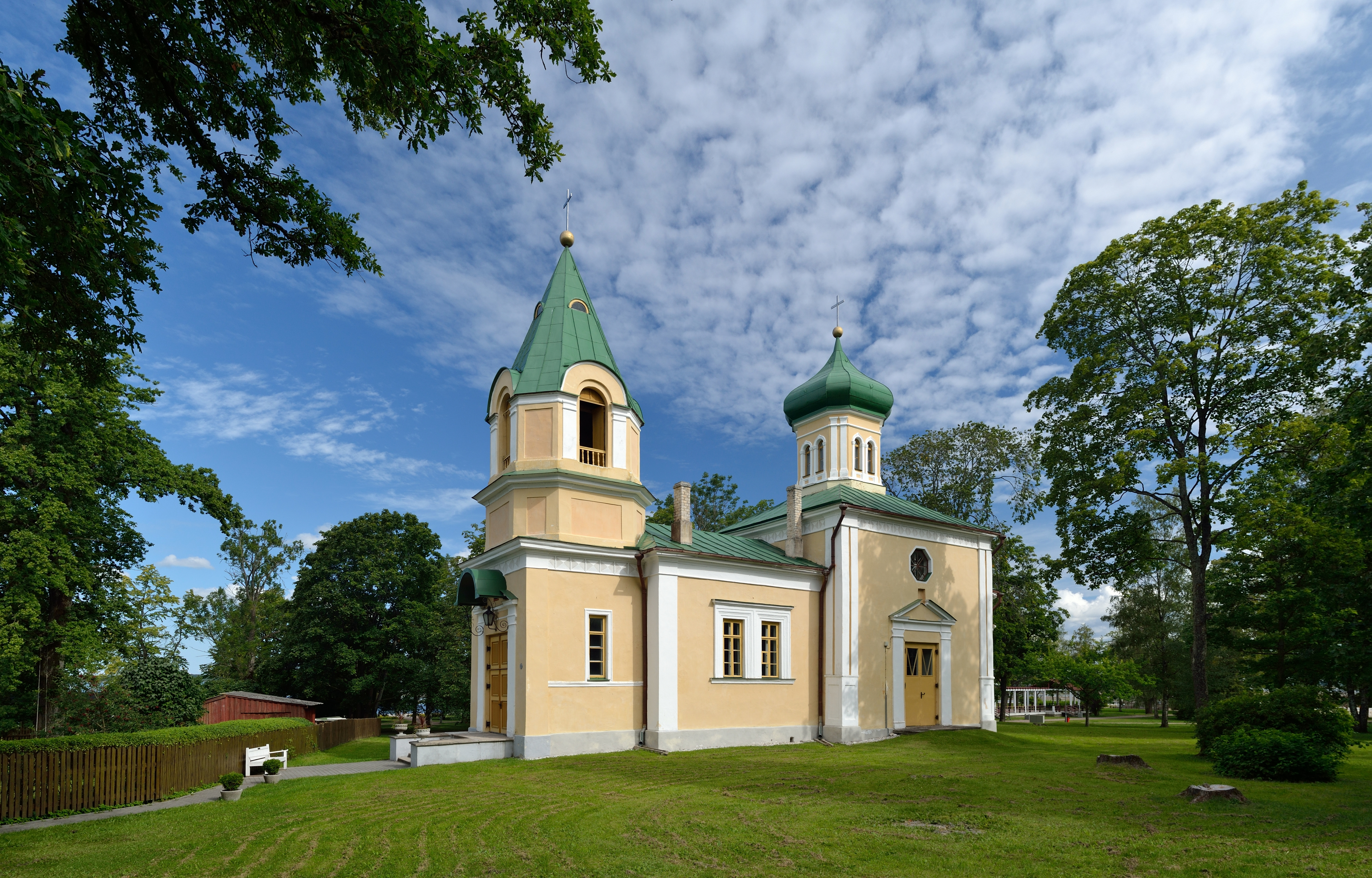
کلیسای ارتدکس سنت مریم مجدلیه
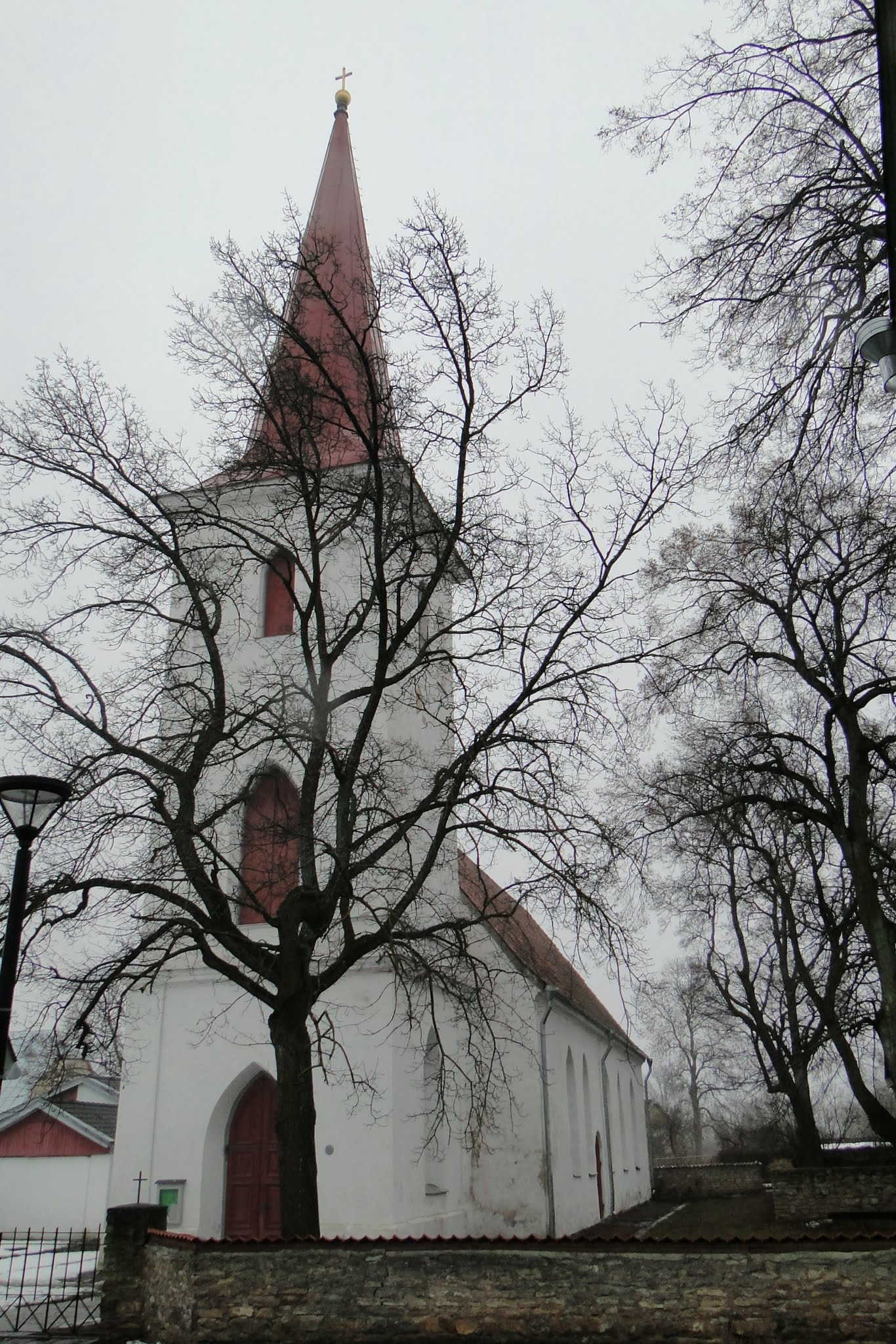
کلیسای یانی
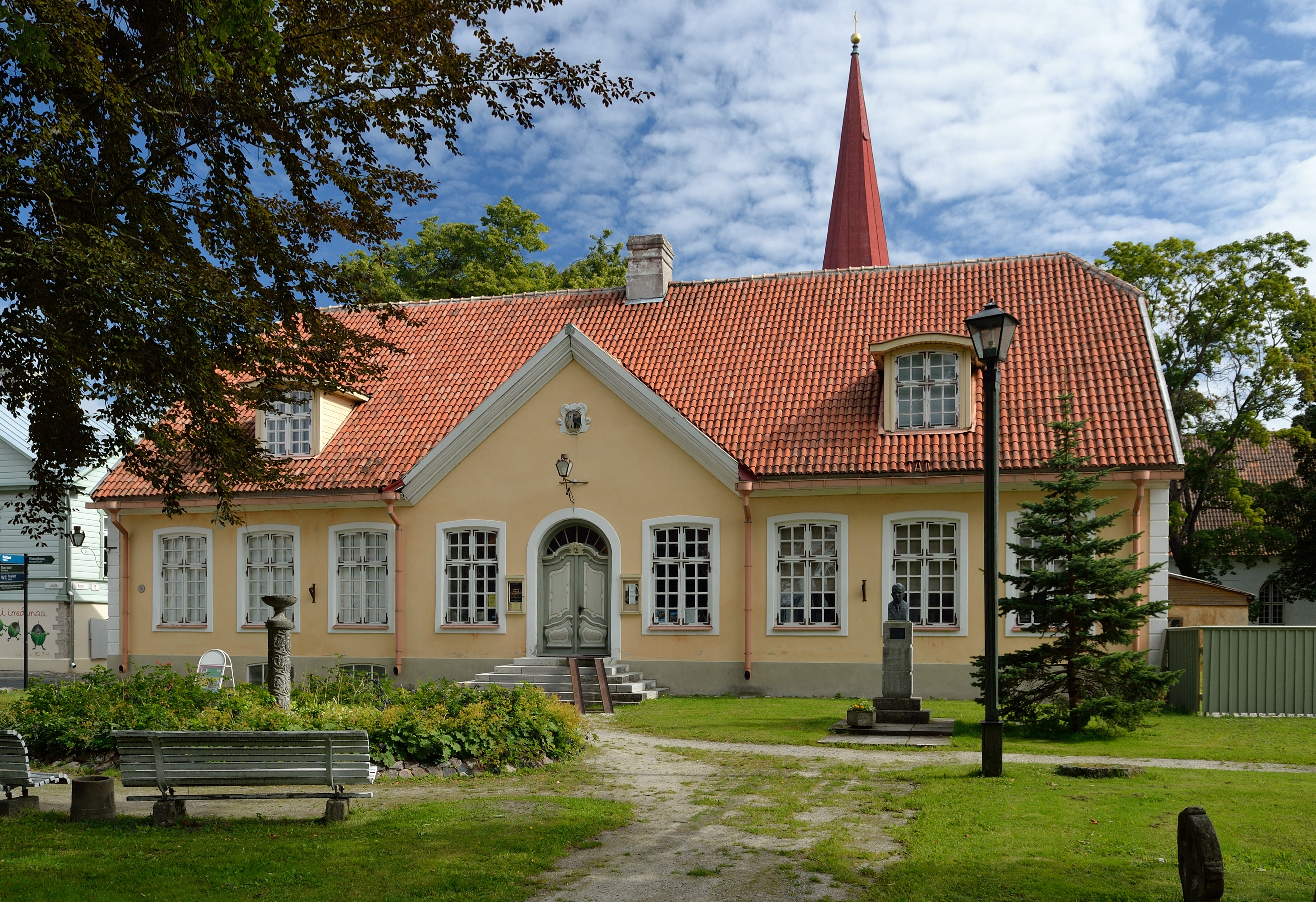
تالار شهر هاپسالو
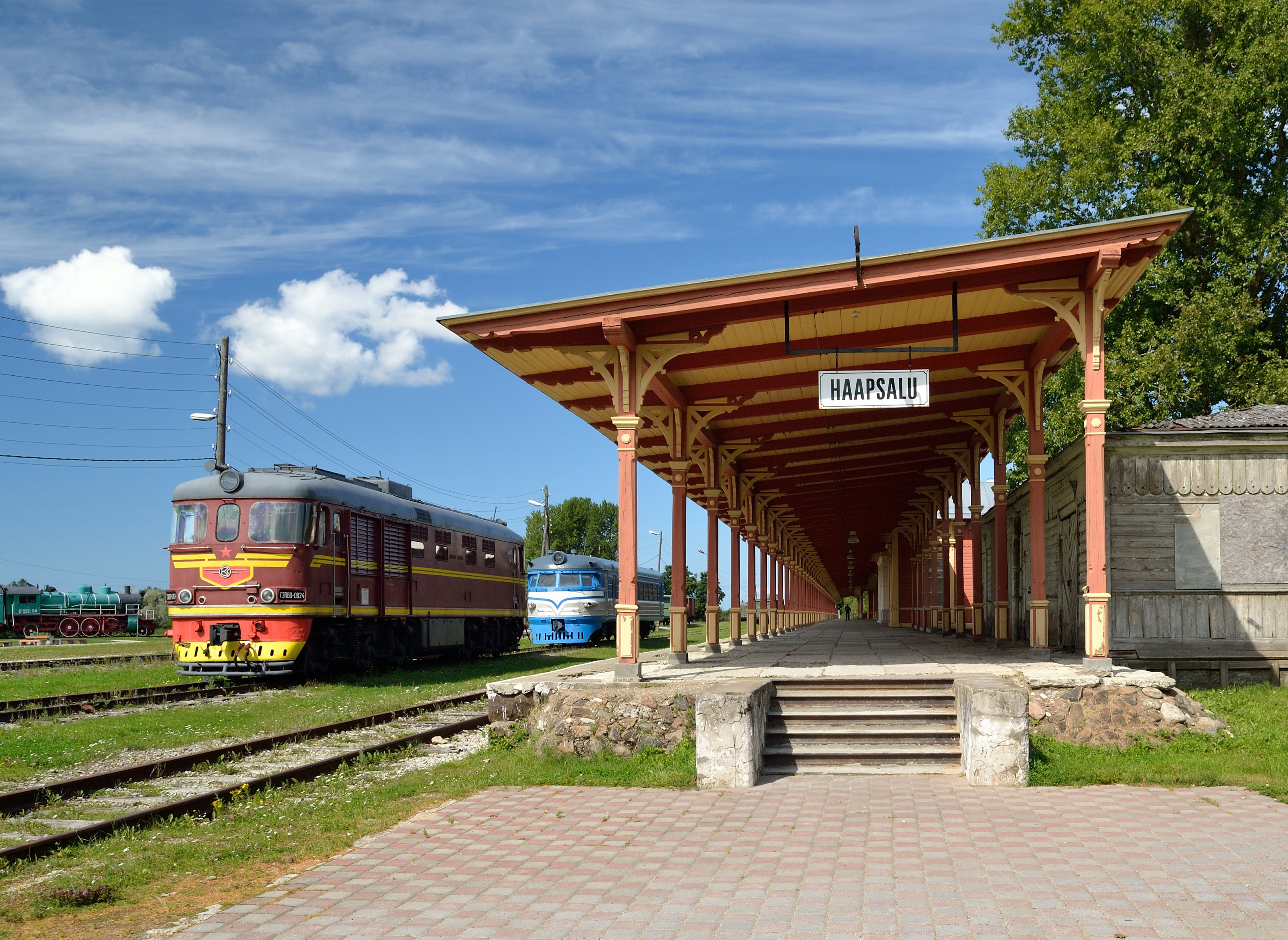
ایستگاه راه‌آهن قدیمی هاپسالو
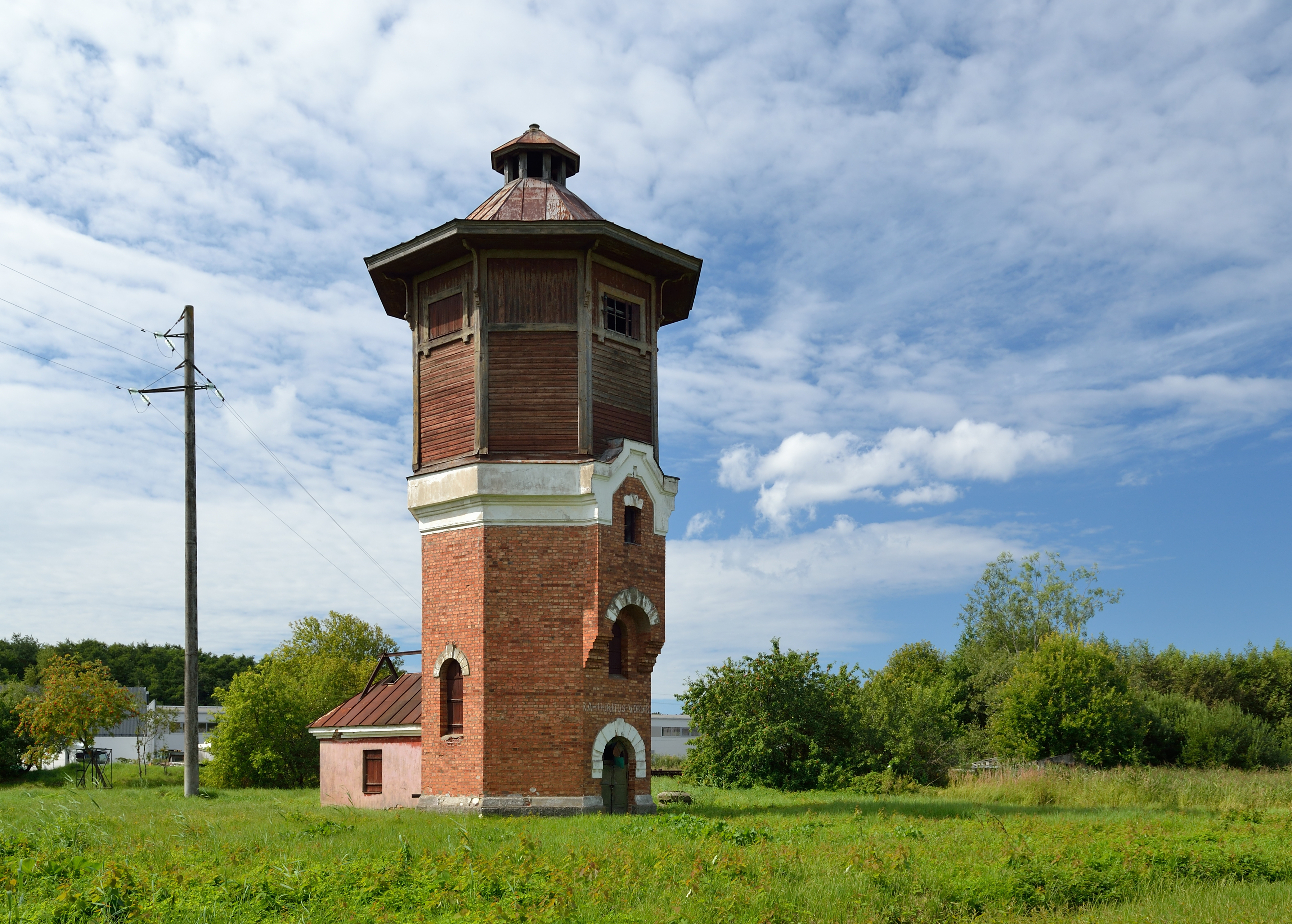
برج آب
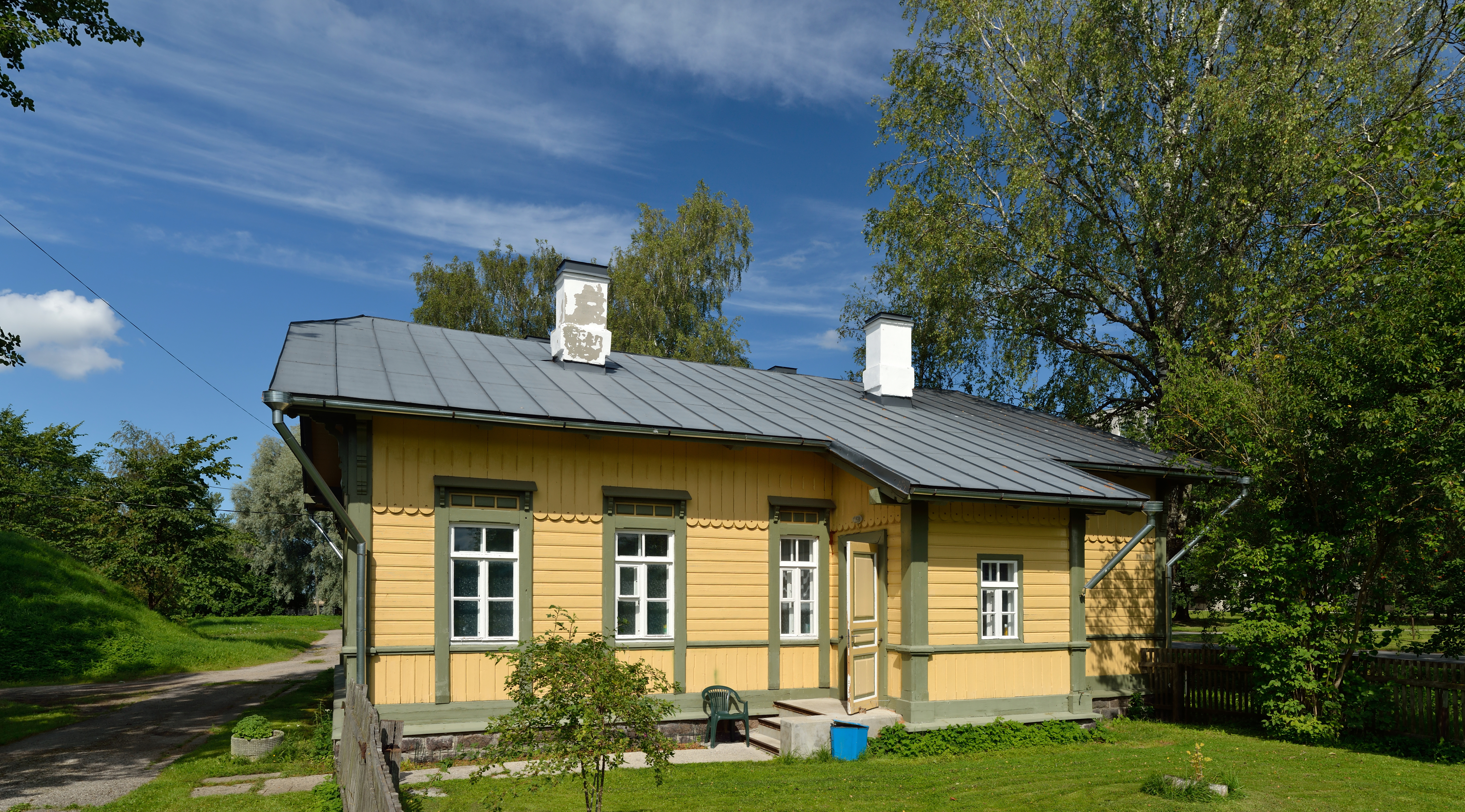
ایستگاه راه‌آهن پلی‌کلینیک
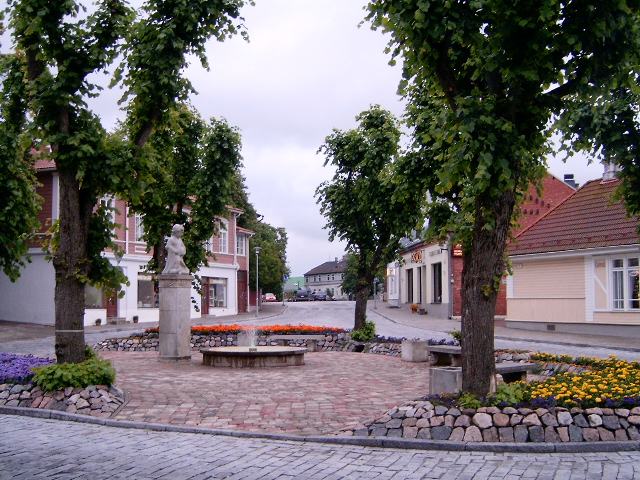
مرکز شهر
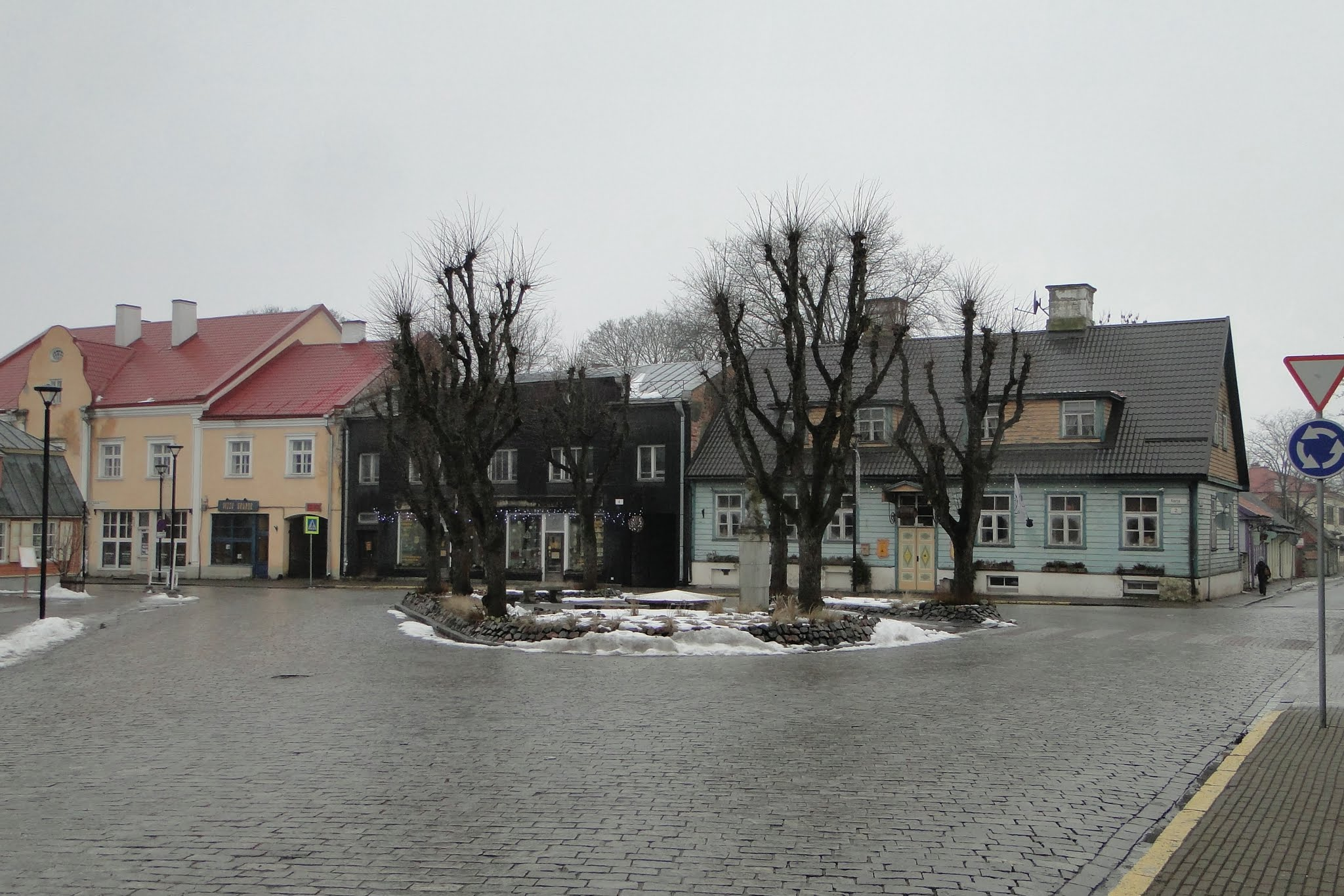
میدان مرکزی
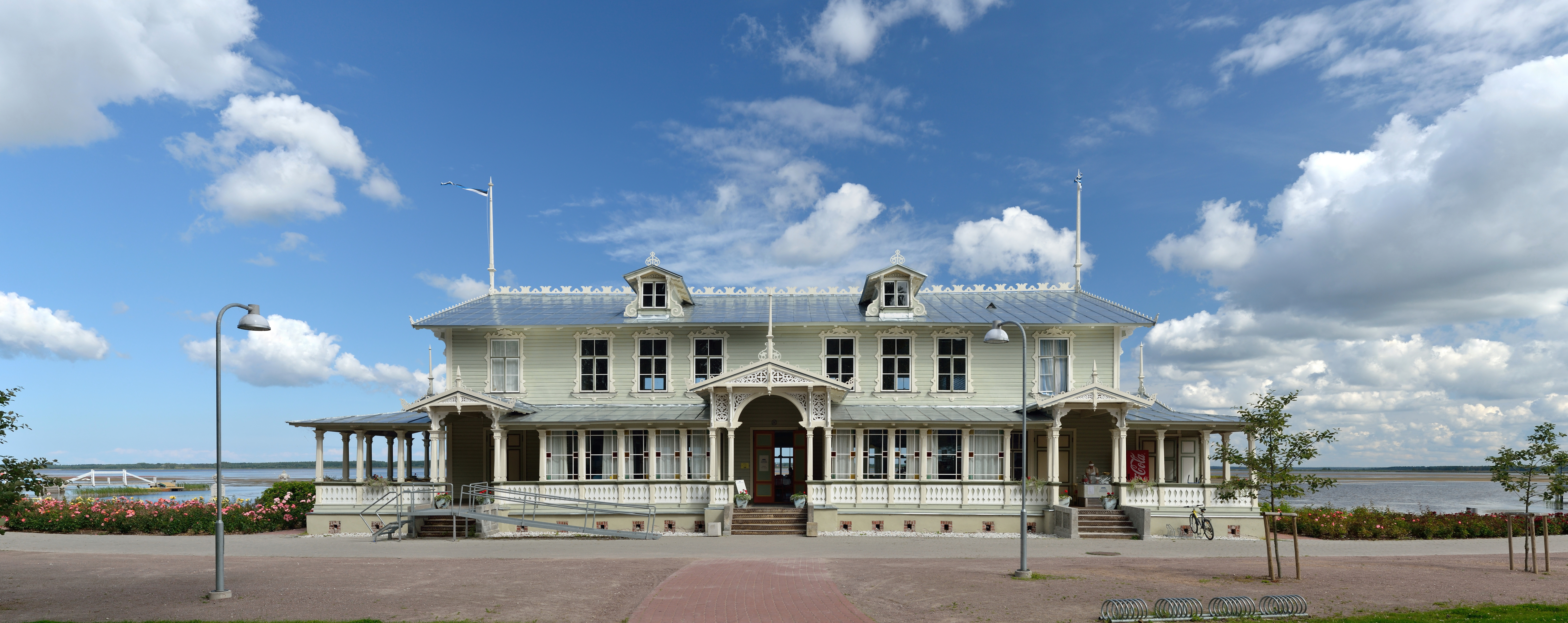
سالن استراحتگاه هاپسالو